# Phrurotimpus chamberlini
Phrurotimpus chamberlini is een spinnensoort uit de familie van de Phrurolithidae.
De wetenschappelijke naam van de soort werd in 1950 gepubliceerd door Ehrenfried Schenkel-Haas.